# 지오태깅
지오태깅(geotagging) 또는 위치정보 태그 지정은 위치 정보 태그가 지정된 사진이나 비디오, 웹 사이트, SMS 메시지, QR 코드 또는 RSS 피드와 같은 다양한 미디어에 지리적 식별 메타데이터를 추가하는 프로세스이며 지리공간 메타데이터의 한 형태이다. 이 데이터는 일반적으로 위도 및 경도 좌표로 구성되지만 고도, 방위, 거리, 정확도 데이터, 장소 이름 및 타임스탬프도 포함될 수 있다.
지오태깅은 사용자가 장치에서 다양한 위치별 정보를 찾는 데 도움이 될 수 있다. 예를 들어, 누군가는 적절한 이미지 검색 엔진에 위도와 경도 좌표를 입력하여 특정 위치 근처에서 촬영된 이미지를 찾을 수 있다. 지오태깅이 가능한 정보 서비스는 위치 기반 뉴스, 웹 사이트 또는 기타 리소스를 찾는 데 사용될 수도 있다. 지오태깅은 사용자에게 특정 사진이나 기타 미디어의 콘텐츠 위치 또는 관점을 알려줄 수 있으며, 반대로 일부 미디어 플랫폼에서는 특정 위치와 관련된 미디어를 표시한다.
지오태깅에 사용되는 지리적 위치 데이터는 거의 모든 경우 글로벌 포지셔닝 시스템에서 파생될 수 있으며 적도를 따라 서쪽 180°에서 동쪽 180°까지 지구상의 각 위치를 나타내는 위도/경도 좌표 시스템을 기반으로 한다. 본초 자오선을 따라 북쪽으로 90°에서 남쪽으로 90°이다.
관련 용어 지오코딩은 거리 주소와 같은 비좌표 기반 지리적 식별자를 가져와 관련 지리 좌표를 찾는 프로세스를 의미한다(역지오코딩의 경우 그 반대). 이러한 기술은 지오태깅과 함께 사용되어 대체 검색 기술을 제공할 수 있다.

## 같이 보기
- 지오캐싱
- 지리 정보 시스템
- GeoRSS
- ISO 6709
- 태그 (정보)

## 참고 문헌
- Luo, Jiebo; Joshi, Dhiraj; Yu, Jie; Gallagher, Andrew (2011). “Geotagging in multimedia and computer vision—a survey”. 《Multimedia Tools and Applications》 (Springer) 51 (1): 187–211. doi:10.1007/s11042-010-0623-y. S2CID 7433108.